# 아이코닉 타워
아이코닉 타워(아랍어: البرج الأيقوني)는 이집트 신행정수도에 위치한 마천루다. 전체 구조 높이가 393.8 미터 (1,292 ft)인 이 마천루는 이미 아프리카에서 가장 높은 마천루다. 주로 사무용으로 사용되는 77층으로 구성되며 새로운 수도의 중심 업무 지구의 일부로 건설 중인 20개의 타워 중 하나다. 타워의 총 면적은 65,000 m2 (700,000 ft2)를 초과한다.

## 건설
아이코닉 타워의 건설은 2018년 5월에 공식적으로 시작되었다. 무스타파 마드 불리 이집트 총리는 2019년 기초에 대한 콘크리트 타설 작업의 시작을 알리는 행사에 참석하기 위해 건설 현장을 방문했다. 중국건축공정총공사는 프로젝트의 주요 계약자이며, 5,000명 이상의 근로자를 고용하고 있다.
타워 프로젝트의 기록 설계자는 다르 알한다사 셰어 & 파트너다. 이집트 주택부가 주도하는 새로운 카이로 개발 프로젝트의 전체 계획에는 아이코닉 타워 주변 단지에 20개의 고층 건물이 포함된다.
그것은 이집트 신 아문의 슈티 왕관을 나타내는 유리 외관이 있는 파라오의 오벨리스크 모양에서 영감을 받아 계획되었다.
2021년 7월에 타워의 모든 구조적 콘크리트 작업이 완료되었으며 2021년 8월 24일에 타워의 전체 높이가  393.8 미터 (1,292 ft)에 이르렀다. 이 타워는 2023년 1분기에 완공될 예정이다. 완공되면 남아프리카 공화국의 더 레오나르도를 제치고 아프리카에서 가장 높은 건물이 될 것이다.

## 같이 보기
- 이집트의 마천루 목록
- 아프리카의 마천루 목록
- 세계의 마천루 목록
- 미래의 마천루 목록
- 마천루 목록